# Che gelida manina
Che gelida manina (littéralement « quelle petite main gelée ») est un air d'opéra, en l'occurrence une romance (romanza) pour ténor, chanté par le poète Rodolfo à Mimi au cours du premier acte de La Bohème de Giacomo Puccini. Les librettistes sont Giuseppe Giacosa et Luigi Illica, qui se sont inspirés des Scènes de la vie de bohème, un roman d’Henri Murger, et de son adaptation théâtrale, La Vie de bohème. 

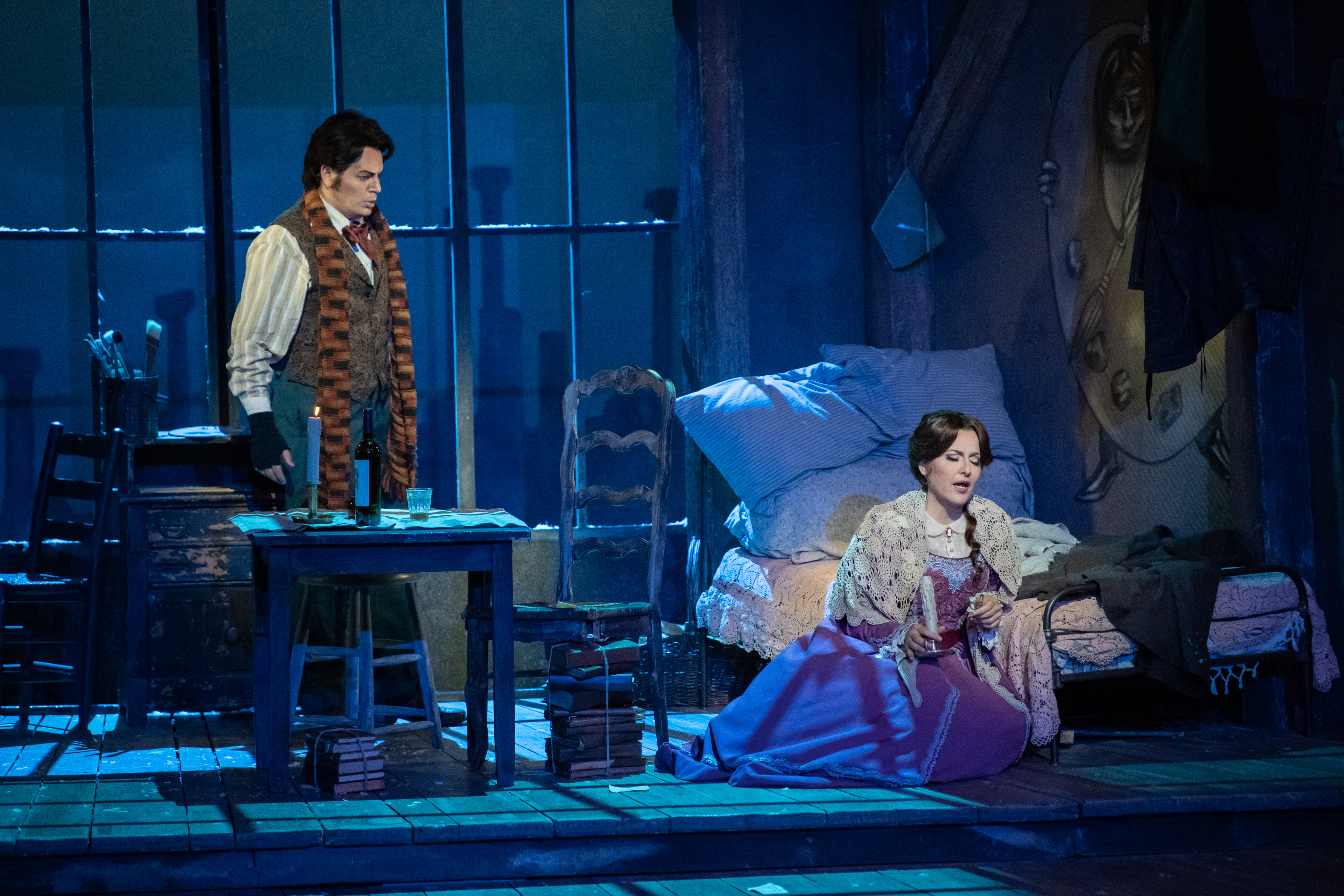
Opera

Ici, Rodolfo se saisit de la main de sa voisine et, une fois ce premier contact physique établi, se présente comme poète et lui déclare tout son amour.
Avec Sì. Mi chiamano Mimì (« Oui, on m'appelle Mimi »), un air pour soprano, sa voisine lui répond juste après en lui révélant son identité, et en lui faisant part de son activité et de ses passions.

## Texte
| Paroles originales (italien) | Traduction |
| --- | --- |
| Rodolfo Che gelida manina, se la lasci riscaldar. Cercar che giova? Al buio non si trova. Ma per fortuna è una notte di luna, e qui la luna l’abbiamo vicina. Aspetti, signorina, le dirò con due parole chi son, che faccio, e come vivo. Vuole? Chi son? Sono un poeta. Che cosa faccio? Scrivo. E come vivo? Vivo. In povertà mia lieta scialo da gran signore rime ed inni d’amore. Per sogni e per chimere e per castelli in aria, l’anima ho milionaria. Talor dal mio forziere ruban tutti i gioielli due ladri, gli occhi belli. V’entrar con voi pur ora, <ed i miei sogni usati tosto son dileguati> [e i bei sogni miei, tosto si dileguar!] Ma il furto non m’accora, poiché vi ha preso stanza <una> [la] dolce speranza! Or che mi conoscete, parlate voi.<Vi piace dirlo> [Deh! Parlate! Chi siete? Vi piaccia dir.] | Rodolfo Quelle petite main gelée ! Laissez-moi donc la réchauffer. À quoi bon chercher ? Dans l'obscurité, on ne la trouvera pas. Mais, par chance, C'est une nuit de lune, Et ici la lune Nous l'avons en voisine. Attendez, mademoiselle, Qu'en deux mots je vous dise Qui je suis, et ce que je fais, Comment je vis. Voulez-vous ? Qui je suis ? Je suis un poète. Ce que je fais ? J'écris. Et comment je vis ? Je vis. Dans ma joyeuse pauvreté, Je prodigue en grand seigneur Rimes et hymnes d'amour. À travers mes rêves et mes chimères, À travers mes châteaux en Espagne, J' ai l'âme d'un millionnaire. Parfois, de mon coffre-fort, Me sont dérobés tous mes bijoux Par deux voleurs, des jolis yeux. Ceux-ci viennent d'entrer tout juste, avec vous, Et mes rêves si ordinaires, Et mes rêves si charmants, Se sont volatilisés aussitôt. Mais ce larcin ne me touche pas Parce que, parce qu'à leur place Se tient l'espérance. Maintenant que vous me connaissez, Parlez, vous, parlez. Qui êtes-vous ? Dites, je vous en prie. |